# Benedictus Retzius
Benedictus Retzius, född 10 september 1625, död 24 december 1707 i Vånga församling, Östergötlands län, var en svensk präst.

## Biografi
Retzius föddes 1625. Han var son till kyrkoherden Nicolaus Benedicti Retzius och Kjerstin Svensdotter i Tryserums församling. Retzius började studera i Linköping och blev 8 oktober 1646 student vid Uppsala universitet. Han prästvigdes 12 juli 1651 och blev komminister i Hannäs församling. Retzius blev vikarierande pastor 1655 i Vånga församling och 1656 kyrkoherde i församlingen. Retzius avsade sig tjänsten som kyrkoherde åt sonen Israel Retzius, som tog över tjänsten 1703 som kyrkoherde. Retzius avled 1707 i Vånga församling och begravdes 27 februari 1708.

### Familj
Retzius gifte sig 23 oktober 1653 med Margareta Wangelius (1627-1703). Hon var dotter till kyrkoherden Israel Wongorosander och Emerentia Pädersdotter i Vånga församling. De fick tillsammans barnen kyrkoherden Israel Retzius i Vånga församling, Beata Retzius (1662–1662), son (1662–1662), studenten Nicolaus Retzius (1665–1689) och vice presidenten Johan Rosenstolpe (1668-1758) i Svea hovrätt.
Hustrun Margareta Wangelius skänkte 1691 en ljuskrona till Vånga kyrka.